# Asplenium schizotrichum
Asplenium schizotrichum är en svartbräkenväxtart som beskrevs av Edwin Bingham Copeland. Asplenium schizotrichum ingår i släktet Asplenium och familjen Aspleniaceae. Inga underarter finns listade.